# Йохан Вилхелм фон Саксония-Кобург-Заалфелд
Йохан Вилхелм фон Саксония-Кобург-Заалфелд (на немски: Johann Wilhelm von Sachsen-Coburg-Saalfeld; Hercog Johann Wilhelm XII; * 11 май 1726, Кобург; † 4 юни 1745, Стшегом, Полша) от рода на Ернестинските Ветини, е принц на Саксония-Кобург-Заалфелд и саксонски полковник-лейтенант. Като херцог той е броен като Йохан Вилхелм XII.

## Живот
Той е вторият син на херцог Франц Йосиас фон Саксония-Кобург-Заалфелд (1697 – 1764) и съпругата му Анна София фон Шварцбург-Рудолщат (1700 – 1780), дъщеря на княз Лудвиг Фридрих I фон Шварцбург-Рудолщат и Анна София фон Саксония-Гота-Алтенбург. Най-големият му брат Ернст Фридрих (1724 – 1800) е херцог на Саксония-Кобург-Заалфелд.
Йохан Вилхелм е определен за военна кариера. Той започва служба в Курфюрство Саксония. От 1744 г. той е саксонски полковник-лейтенант в инфантерията и участва във Втората силезийска война (1744 – 1745) между Прусия и Австрия. Йохан Вилхелм е убит на 4 юни 1745 г. в битката при Хоенфридберг вероятно в Стшегом, Силезия. Трупът му след интензивно търсене не е намерен.